# Speranța Nisporeni
CSF Speranța Nisporeni is een Moldavische voetbalclub uit Nisporeni.
De club werd in 1991 opgericht en won het laatste kampioenschap in de Moldavische SSR. Tussen tussen 1992 en 1994 speelde Speranța Nisporeni in de Divizia Națională. Na één seizoen in de Divizia A keerde de club terug. In 1998 degradeerde Speranța opnieuw en hield in 2000 op te bestaan. In 2010 werd de club heropgericht en won in 2014 haar poule op het derde niveau. In het seizoen 2014/15 werd Speranța kampioen in de Divizia A en keerde terug op het hoogste niveau. In 2021 degradeerde de ploeg wederom.

## In Europa
Uitslagen vanuit gezichtspunt Speranța Nisporeni
| Seizoen                                                    | Competitie    | Ronde | Land                  | Club         | Totaalscore | 1e W    | 2e W    | PUC |
| ---------------------------------------------------------- | ------------- | ----- | --------------------- | ------------ | ----------- | ------- | ------- | --- |
| 2019/20                                                    | Europa League | 1Q    | Vlag van Azerbeidzjan | Neftçi Bakoe | 0-9         | 0-3 (T) | 0-6 (U) | 0.0 |
| Totaal aantal behaalde punten voor UEFA coëfficiënten: 0.0 |               |       |                       |              |             |         |         |     |